# Vífilsfjall
Vífilsfjall är ett berg i republiken Island. Det ligger i regionen Norðurland eystra, 230 km nordost om huvudstaden Reykjavík. Toppen på Vífilsfjall är 1 126 meter över havet.
Trakten runt Vífilsfjall är nära nog obefolkad, med mindre än två invånare per kvadratkilometer. Det finns inga samhällen i närheten. Trakten runt Vífilsfjall består i huvudsak av gräsmarker.